# スリランカ内戦
スリランカ内戦（スリランカないせん、シンハラ語: ශ්‍රී ලාංකික සිවිල් යුද්ධය、タミル語: இலங்கை உள்நாட்டுப் போர்）は、1983年から2009年にかけて展開されたスリランカ政府とタミル・イーラム解放のトラ (LTTE) による内戦。スリランカ政府軍がLTTE支配地域を制圧して26年にわたる内戦は終結した。

## 経緯
スリランカでは、総人口のうち7割を多数派民族であるシンハラ人が、2割弱をタミル人が占めており、タミル人は主に島の北部・東部を中心に居住する。両者は古代より混住してきたが、イギリス植民地時代にタミル人を重用する分割統治政策がとられたこと、および独立後にその反動として、1956年のシンハラ語公用語化を始めとするシンハラ人優遇政策がとられたことにより、民族間の対立が高まっていた。

### LTTEの設立
民族対立が深まる中、1972年にはヴェルピライ・プラバカランにより武力によってスリランカからの分離独立を目指すタミルの新しいトラ (TNT) が結成される。TNTは1975年に北部ジャフナの市長を暗殺するなどテロ活動を続け、同年TNTを母体にタミル・イーラム解放のトラ (LTTE) が結成された。

## 内戦の推移

### 第1次イーラム戦争
1983年7月、ジャフナ近郊のティンネウェリでLTTEが政府軍を襲撃、13人が殺害された。これに対してコロンボでは反タミル人暴動が勃発、シンハラ人によるタミル人への虐殺行為が市内各地で頻発した。
その後、LTTEと治安部隊による虐殺の応酬が続くものの、1985年7月にインドの仲介によりブータンの首都ティンプーで和平交渉を開始する。1987年7月から1990年3月にかけては、インドによる平和維持軍の派遣が行われた。当初インドはヒンドゥー教主体のタミル人と仏教主体のシンハラ人の対立に対して、中立的な立場であったが、武装解除を巡りLTTEと対立、交戦状態となった。

### 第2次イーラム戦争
1990年6月7日の停戦崩壊から始まる戦い。和平交渉の失敗により戦闘が再燃した。LTTEはこの間、1991年5月21日には平和維持軍派遣を決めたインドの元首相ラジーヴ・ガンディーを暗殺、1993年5月1日にはスリランカ大統領のラナシンハ・プレマダーサを暗殺している。1995年1月7日に停戦に合意。

### 第3次イーラム戦争
1995年4月19日の停戦崩壊から始まる戦い。この戦いでは、LTTEのスティンガーミサイルにより政府軍機が撃墜されるなどした。2001年7月24日には、バンダラナイケ国際空港襲撃事件が発生している。2002年2月22日にノルウェー政府の仲介で、無期限停戦に合意。

### 和平交渉

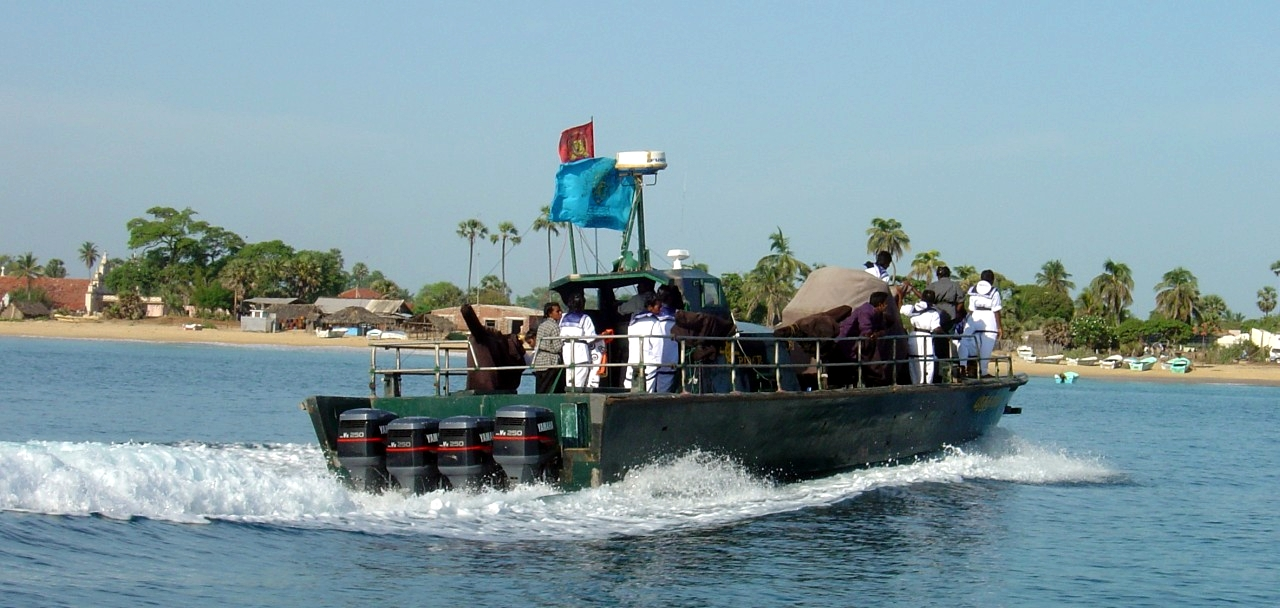
哨戒を行うLTTEの小型艇（2004年）

停戦中に6回の和平交渉が行われる。連邦制による和平実現への期待も高まったが、合意には至らなかった。この間の2004年3月には、LTTEの東部方面司令官であったビニャヤガムーシイ・ムラリタラン（通称カルナ・アマン大佐）が離脱、カルナ派を立ち上げて政府軍側についた。以後はLTTEとの闘争状態に入る。
2004年12月にはスマトラ島沖地震が発生、津波によりLTTE支配地域の北部・東部も含むスリランカ沿岸部に大きな被害を出した。クマーラトゥンガ政権は、LTTEと共同で復興に当たることを提案するも、最高裁判所の違憲判決により実現しなかった。

### 第4次イーラム戦争
2006年7月26日のスリランカ空軍によるLTTEキャンプ空爆から始まる戦い。2005年11月にマヒンダ・ラージャパクサが第6代大統領に就任して以後、政府とLTTEは「低強度の戦争状態」と表現される停戦違反が繰り返されるものの、戦争状態とも言えない不安定な状態にあった。政権側は当初LTTEとの和平を模索したものの、2006年4月の停戦協議離脱宣言と陸軍司令官サラット・フォンセカへの自爆テロ（フォンセカは重傷を負ったものの生還した）、並びに7月に東部バッティカロア県北部で農業用水が遮断されたのを機に、LTTE殲滅へと乗り出した。
アメリカ合衆国から人権侵害を理由に援助を打ち切られたスリランカ政府軍は中華人民共和国やパキスタンから資金面・軍事面で大規模な支援を受け、これまでの戦いではほとんど投入されてこなかった海軍・空軍も動員して総力戦を展開。対するLTTE側も、2006年10月のシー・タイガーによる南部ゴール港襲撃を始め、2007年3月には首都近郊のカトゥナーヤカ空軍基地を夜間空襲するなど、激しい抵抗をみせるが、2007年7月にカルナ派と連携した政府軍により、経済的な中心地である東部州が制圧されると次第に弱体化。11月には本拠地キリノッチへの空爆で、LTTEのナンバー2で政治部門トップであり、和平交渉の窓口でもあったスッパヤ・パラム・タミルセルバンが死亡した。翌2008年1月、スリランカ政府は停戦協定を正式に破棄した。
政府軍はさらに攻勢を強め、2008年8月には西海岸におけるシー・タイガーの拠点を攻略、2009年1月2日にはキリノッチを、25日には最後の都市拠点ムッライッティーヴーを攻略した。政府軍に追われたLTTEは4月に入って、ついにムッライッティーヴー北部の20km2ほどの海とラグーンに挟まれた細長い地域に追い詰められることとなった。LTTE側は防御陣地を構築するとともに、20万人ものタミル人避難民を人間の盾としながら同地に立て籠もって抗戦を続けた。政府軍は4月20日より大規模な避難民救出作戦を敢行、この作戦により15万人あまりの難民が同地から脱出した。5月に入り、国際社会が遅まきながら難民保護のための停戦要求を強めるも、すでに勝利を目前にしていた政府軍は攻撃を続行。最終的には5月半ばには沿岸部の制圧が完了、17日にはLTTE広報委員長セルバラサが戦闘放棄を発表した。翌18日にはLTTE創設者で最高指導者であったヴェルピライ・プラバカラン議長の遺体も発見されている。ラージャパクサ大統領は19日、国会で26年に亘った内戦の終結を宣言した。

## 戦後
内戦により、28万人のタミル人が国内避難民となっており、終結後は再定住（帰還）が進んでいる。内戦終結の翌2010年には、戦場となった北部州で22.9%という高いGDP成長率が記録されており、またスリランカ全体でも6~8%台の経済成長が続くなど、復興が進んだ。2014年現在までテロは再発しておらず、2013年には95%の地域で地雷の撤去が完了している。2013年9月には、かつてLTTEの牙城であった北部州における選挙が実施され、懸念されていた大きな混乱もなく完了するなど、治安状況も改善傾向にある。一方で、後述する人権問題については、国連などの場において議論が継続されている。
復興が順調に進んだ一方、内戦終結はその立役者となったマヒンダ・ラージャパクサ大統領への権力集中をもたらし、また戦後のインフラ開発のための海外からの多額の資金調達はその後の経済危機の引き金となるなど（2022年スリランカ反政府運動）、内戦はその後の歴史にも影響を与えている。

## 人権問題
2010年6月、国際連合の潘基文事務総長は専門家パネルを任命し、スリランカ内戦に関する報告書の作成を命じた。2011年4月25日、Marzuki Darusman（インドネシア）を議長とする専門家委員会は、報告書を提出した。

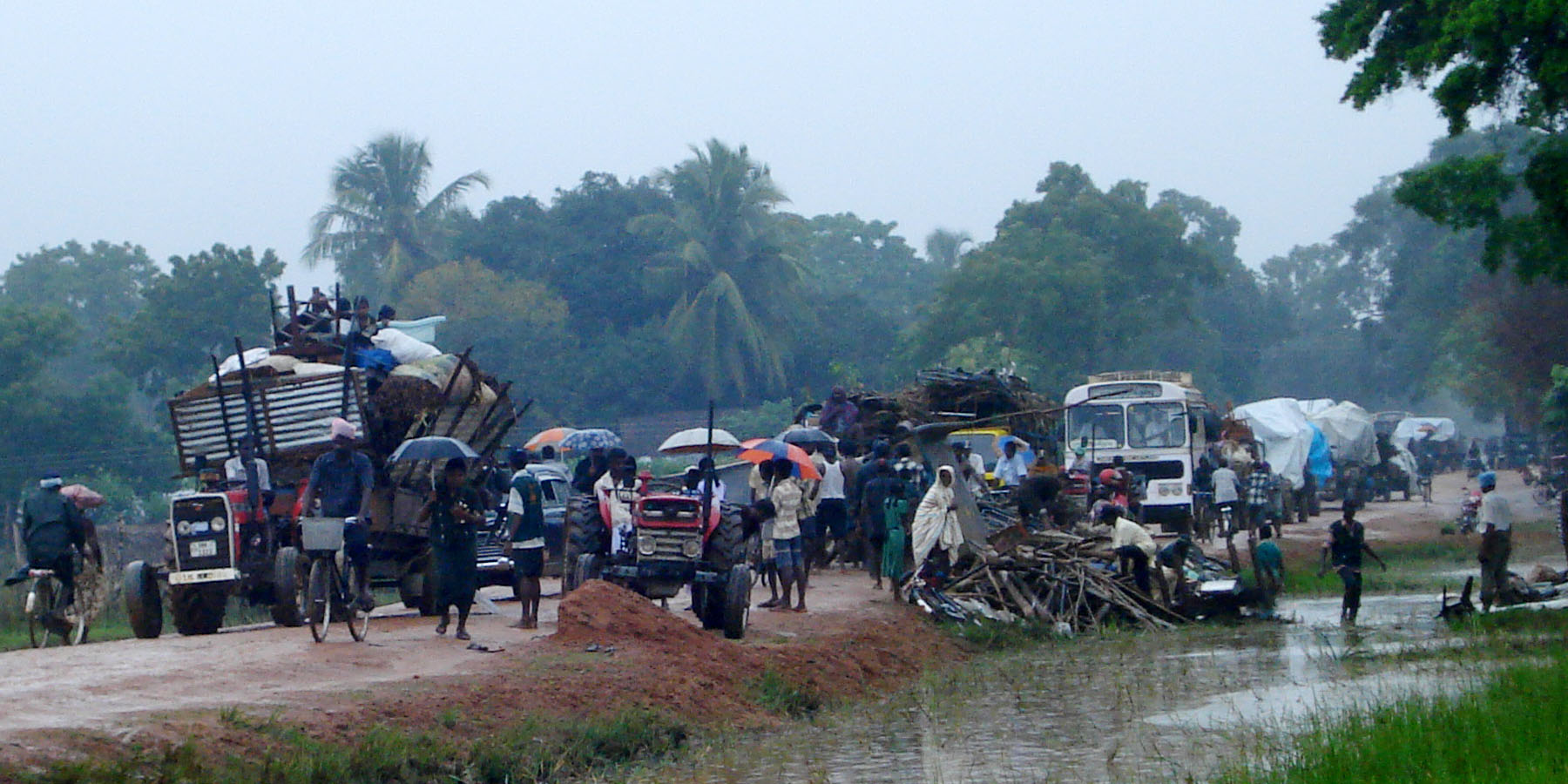
戦闘の激化により避難する人々（2009年）

報告書は、第4次イーラム戦争の最後の5ヶ月間だけで民間人死者は4万人に達し、スリランカ政府軍、LTTE双方に違反があったとするものであった。また、スリランカ政府が組織した、「過去の教訓・和解委員会 (LLRC)」にも深刻な問題があり、内戦に関する十分な説明責任を果たしていないと指摘した。これと前後して、イギリスのテレビ局チャンネル4はスリランカのゴタバヤ・ラージャパクサ国防次官がLTTE幹部の捕虜を認めず、殺害するように命じたと報じ、続いてスリランカ政府を批判するドキュメントを放映した。国連人権理事会で、フィリップ・アルストンはチャンネル4の捕虜殺害映像は真正の物と報告した。

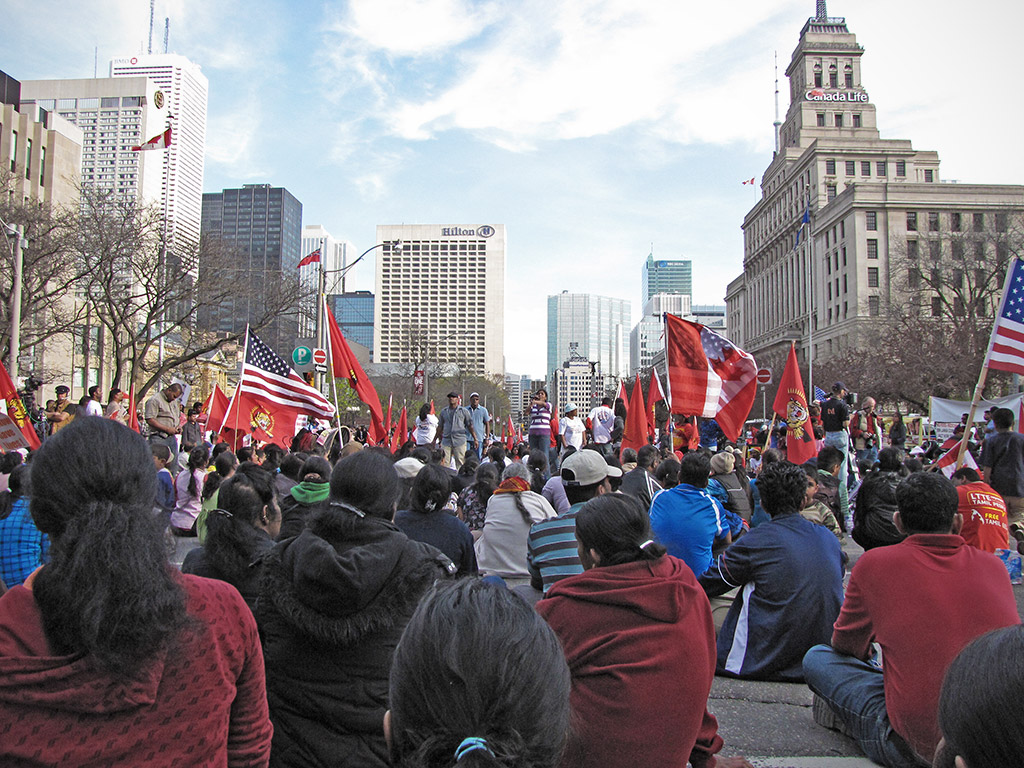
海外で抗議デモを行うタミル系移民（2009年、カナダ）

こうした批判に対し、スリランカ政府は、国連専門家レポートの勧告を全て拒否した。ラージャパクサ大統領は、自国による民間人犠牲者はなく、ジャガス・ジャヤスリヤ中将は違反や戦争犯罪の指摘は事実無根と主張した。8月1日、スリランカ国防省は反論となる報告書を発表した。LTTEは世界一非道なテロ組織であり、いかに人々を苦しめたか、一方政府がいかに人道的に行動し、民主主義の回復に貢献したかを主張した。また、チャンネル4の報道に対しては、同局の映像は捏造と主張し、またLTTEを資金援助・密輸などの形で支援し、現在もタミル・イスラム国家の樹立を画策している海外タミル人ネットワークに触れていないのはおかしいと反論した。
一方、LLRCはスリランカ各地で公聴会を開き、各関係者の証言をまとめた。2011年11月20日にラージャパクサ大統領に提出された報告書では、民間人殺害や投降者への違法行為の証言があったとして、徹底調査と問題が明らかになった場合の訴追・処罰を求めた。スリランカ政府は、内戦中の犯罪が立証される場合は、被疑者を国内司法制度の下で裁くと表明した。
また、スリランカ政府は、LTTE殲滅をテロリスト殲滅のモデルケースとして、国際社会に売り込みを行っている。2011年5月31日 - 6月2日に首都コロンボで「テロリズム対策セミナー：スリランカの経験」を開催し、日本を含む54ヶ国を招待した。
この他、スリランカ政府によると、海外にはLTTE残党が未だ存在するとしている。2011年には、インドのタミル・ナードゥ州にあるLTTE残党のキャンプで訓練を受けた、150名のテロリストが国の不安定化のため潜入したとしている（スリランカのインド大使館はキャンプは存在しないと反論した）。
2013年2月26日、ヒューマン・ライツ・ウォッチが発表した報告書によると、スリランカ政府・軍・警察などによるタミル系住民迫害は依然として続いている。同報告書によると、レイプ、性的虐待、拷問などの75件の告発が報告されている。多くの例に共通して、無令状で拉致・誘拐し、LTTEメンバーや支持者であることを自白させるために強姦・拷問などを行った。これは被害者の男女を問わない。ヒューマン・ライツ・ウォッチはこうした報告例を戦争犯罪と指摘しているが、スリランカ政府は、全て「捏造」「LTTE支持派のプロパガンダ」と主張している。また『セーラム・ニュース』によると、スリランカ軍兵士は強姦、殺害した女性や子供の写真を戦利品代わりに撮影していた。

### 報告書によるスリランカ政府の違反
- 広範囲に及ぶ爆撃により、一般市民を殺害した
- 病院や人道的施設を攻撃した
- 人道主義的な援助を拒否した
- 国内避難民およびLTTEメンバーを含む紛争の犠牲者・生存者に対する人権を侵害した
- 紛争地域以外においても、メディアや政府批判を行う者に対して人権を侵害した
- 拘束中の女性に対する強姦があった

### 報告書によるLTTEの違反
- 民間人を人間の盾にした
- LTTE支配地域から、避難しようとした民間人を殺害した
- 民間人の至近距離で武器を用いた
- 子供を徴兵した
- 民間人を強制労働させた
- 自爆攻撃 (Suicide bombing) により民間人を殺害した

### 報告書によるスリランカ政府への勧告
- スリランカ政府とLTTEが犯した国際人道・人権侵害とされる事象に対し、誠実な調査をする
- 国家による全ての暴力を停止する
- 遺体などを遺族の元に戻し、葬儀ができるようにする
- 早急かつ無料で、死者および行方不明者に死亡証明書を発行する
- 全ての生存者に、心理社会的なサポートを行う
- 全ての避難民を解放し、要望に従い元の居住地あるいは新しい居住地に移転させる
- 全ての生存者が日常生活に戻れるよう、暫定的な支援を行う
- 行方不明者の調査を行い、その所在を明らかにする。国連の「強制的・非自発的行方不明作業委員会」を招聘する
- 現在拘留中の全員の氏名、拘留地を公表する

### 報告書による国連への勧告
- 国連人権理事会 (UNHRC) は2009年5月の特別会議における決議見直しを目的として招集されるべきである

### スリランカ政府の反論
- LTTEは世界一危険なテロ組織である
- LTTEは平和的な話し合いに応じなかった
- LTTEはシンハラ人の民族浄化を行い、民間人を虐殺し、数々の悪行を行った（70ページに及ぶ悪行リスト付き）
- 政府は人道作戦を遂行し、民間人を保護した
- 政府はテロを撲滅することで治安を回復し、自由と民主主義を回復し、経済復興を進めている
- 政府は「人間の盾」とされたタミル人達を細心の注意を払って救出した
- 政府が民間人や病院などを攻撃したというのは、事実無根である